# Ferrerianus biimpressus
Ferrerianus biimpressus är en skalbaggsart som beskrevs av Schmidt 1909. Ferrerianus biimpressus ingår i släktet Ferrerianus och familjen Aphodiidae. Inga underarter finns listade i Catalogue of Life.